# Federazione cestistica dello Zimbabwe
La Federazione cestistica dello Zimbabwe è l'ente che controlla e organizza la pallacanestro in Zimbabwe.
La federazione controlla inoltre la nazionale di pallacanestro dello Zimbabwe. Ha sede a Harare e l'attuale presidente è Addison Chiware.
È affiliata alla FIBA dal 1962 e organizza il campionato di pallacanestro dello Zimbabwe.